# Max Holste Broussard
Die Max Holste MH.1521 Broussard war ein einmotoriges Mehrzweckflugzeug aus französischer Produktion. Sie wurde Anfang der 1950er-Jahre von der Société des Avions Max Holste für das Militär entwickelt. Als französische Interpretation der de Havilland Beaver wurde der Schulterdecker unter dem Namen „Broussard“ (deutsch: Buschmann) bekannt. Einige Exemplare fliegen noch heute – darunter drei Exemplare in Deutschland – und bieten dabei durch ihr Doppelleitwerk ein ungewöhnliches Flugbild.

## Entwicklung
Abgeleitet von der kleineren MH-152 war die 1521 die Antwort auf die Forderung des französischen Militärs nach einem Beobachtungs-, Verbindungs-, Aufklärungs- und Transportflugzeug, das speziell auch unter ungünstigen Einsatzbedingungen als Verwundetentransporter dienen sollte. Dabei wurde besonderer Wert auf die Robustheit der Konstruktion gelegt. Hohe Motorleistung, die Auslegung als „Taildragger“ (Spornradfahrwerk) und eine große Flächentiefe verleihen dem Ganzmetalleindecker Kurzstart- und -landeeigenschaften (STOL) auch auf schlechten Pisten.

## Beschreibung
Die MH.1521 wird von einem 9-Zylinder-Sternmotor Pratt & Whitney R-985 angetrieben und hatte ihren Erstflug am 17. November 1952. Bis 1961 wurden 366 Exemplare gebaut, von denen die meisten in den Militäreinsatz gingen. Während des Algerienkrieges wurden mit der Broussard sogar bewaffnete Kampfeinsätze geflogen. Als Aufklärer mit Zusatztanks konnte die MH.1521 bis zu zehn Stunden in der Luft bleiben.
Nach der Außerdienststellung wurden viele Maschinen in der Landwirtschaft als Sprühflugzeuge eingesetzt. Die enorme Steigleistung und die Schiebetür auf der linken Seite machen die MH.1521 aber auch besonders geeignet für Fallschirmabsprünge.

## Benutzer

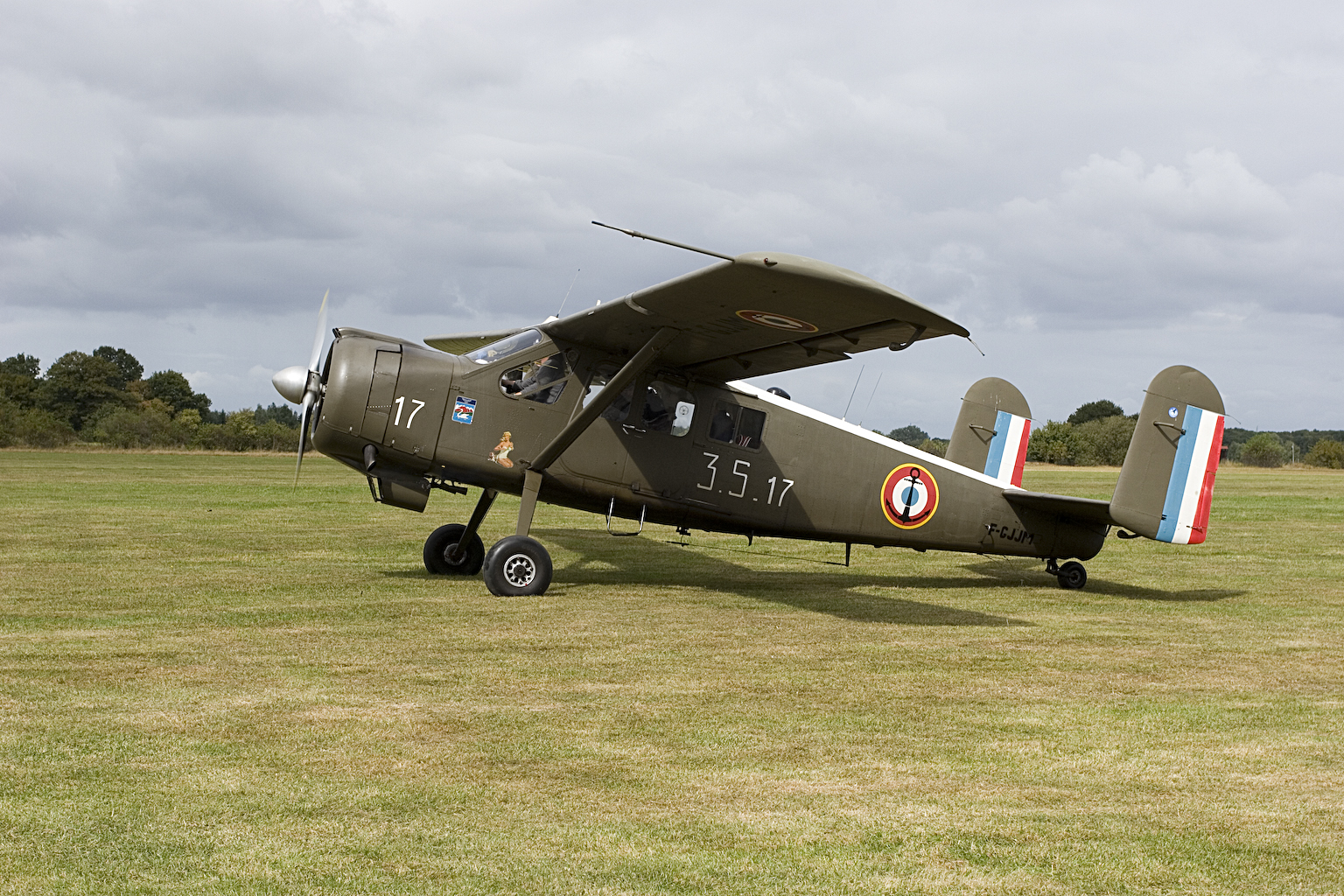

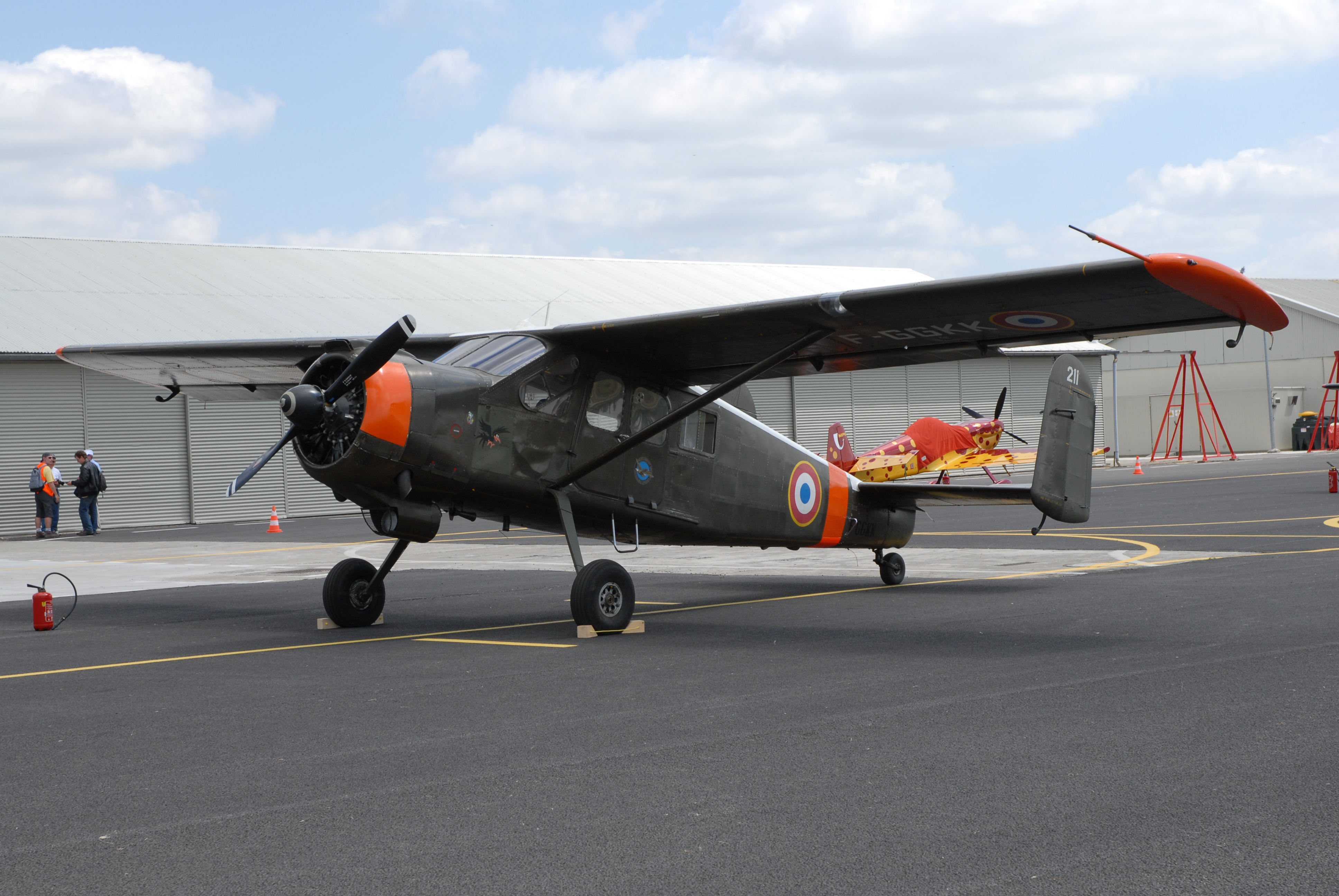

- Argentinien
- Benin
- Kamerun
- Elfenbeinküste
- Frankreich
  - Französische Luftstreitkräfte
  - Französisches Heer
  - Französische Marine
- Gabun
- Madagaskar: Armée de l’Air Malgache
- Marokko
- Mauretanien
- Niger
- Portugal
- Senegal
- Togo
- Tschad
- Zentralafrikanische Republik

## Technische Daten

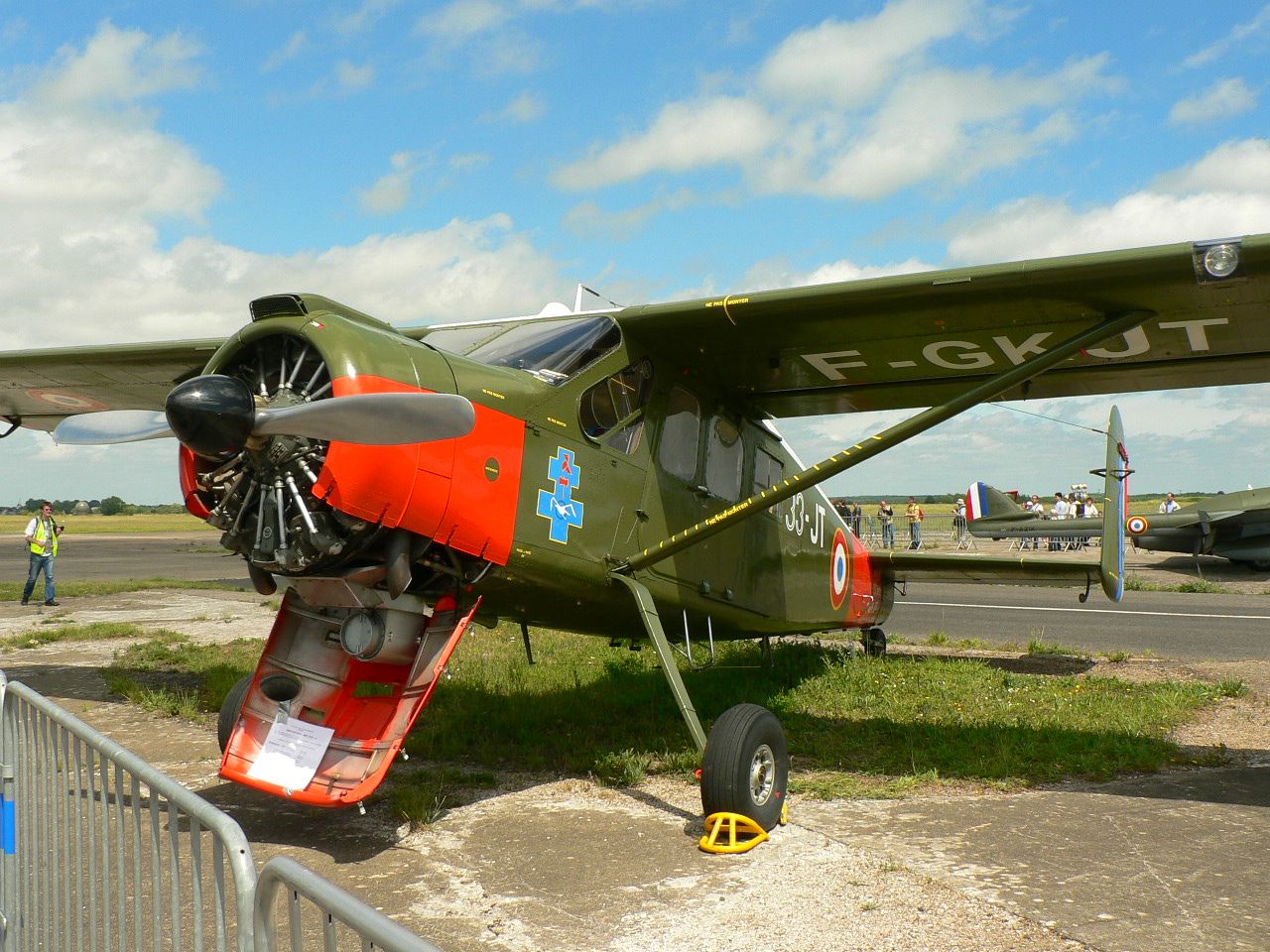
Blick auf den Antrieb der MH.1521

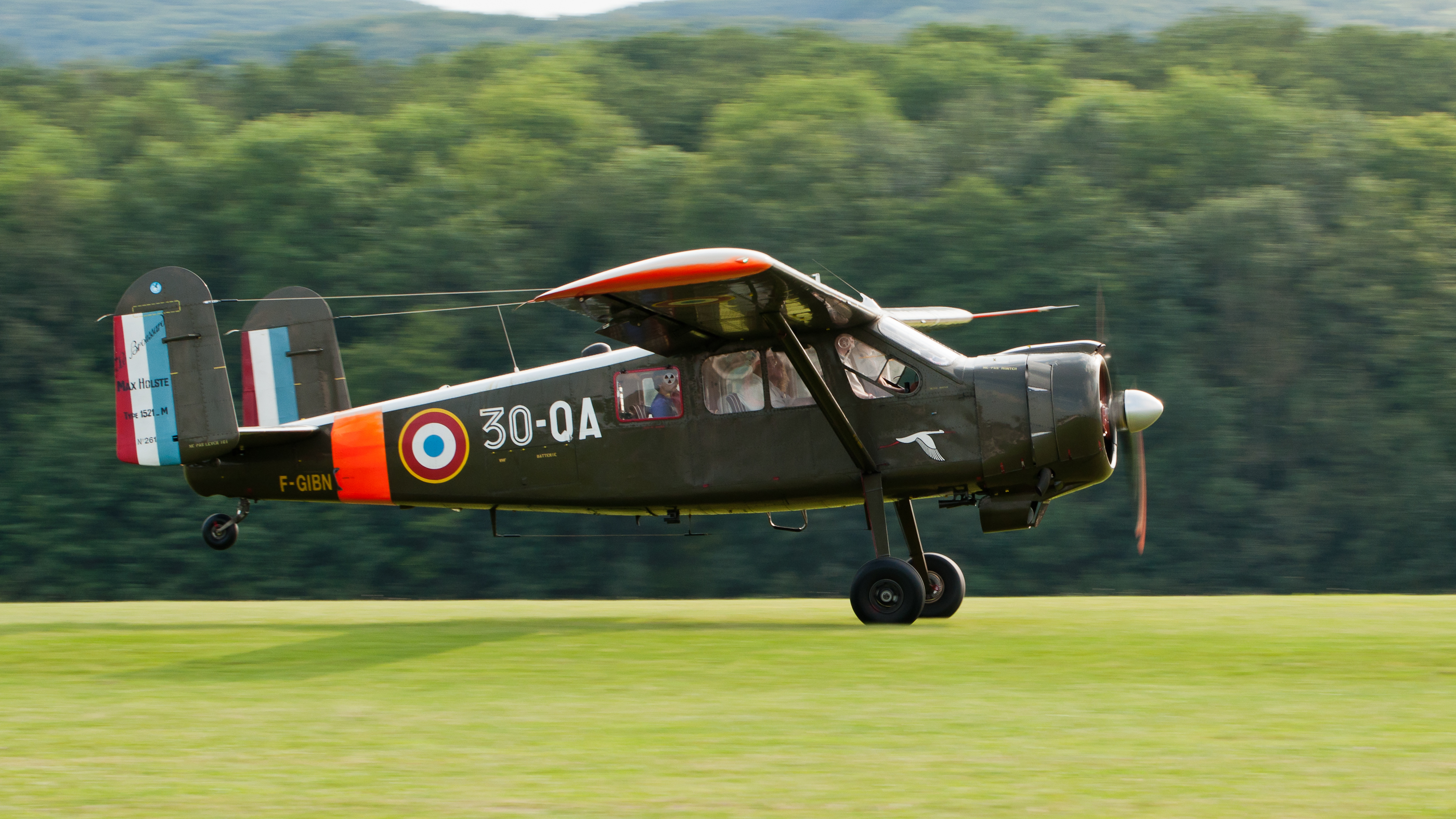
MH-1521M Broussard auf dem Oldtimer-Fliegertreffen Hahnweide 2013

| Kenngröße              | Daten |
| ---------------------- | --- |
| Besatzung              | 1–2 (je nach Konfiguration) |
| Passagiere             | 4–7 (je nach Konfiguration) |
| Länge                  | 8,75 m |
| Spannweite             | 13,75 m |
| Höhe                   | 3,67 m |
| Flügelfläche           | 25,4 m² |
| Flügelstreckung        | 7,4 |
| Leermasse              | ca. 1750 kg |
| Startmasse             | 2700 kg |
| Antrieb                | 1 × 9-Zylinder-Sternmotor Pratt & Whitney R-985-AN-1/AN-14B mit 336 kW (450 hp), auch Versionen mit 505 hp Startleistung zugelassen |
| Luftschraube           | 1 × Hamilton Standard Typ 2D-30/237 mit 6101-A-18-Blättern                                                                          |
| Tankinhalt             | 2 × 220 l in den Tragflächen, davon 430 l ausfliegbar                                                                               |
| Höchstgeschwindigkeit  | 165 kts (ca. 305 km/h) |
| Reisegeschwindigkeit   | 85–90 kts (ca. 185 km/h) |
| Mindestgeschwindigkeit | 47 kts (ca. 87 km/h) |
| Reichweite             | 1200 km |
| Dienstgipfelhöhe       | 5500 m (18.000 ft) |
| Flächenbelastung       | ca. 107 kg/m² |
| Leistungsbelastung     | 8,154 kg/kW |
| Startrollstrecke       | 375 m |
| Landerollstrecke       | 500 m |
| Startstrecke bis 15 m  | 500 m |
| Landestrecke aus 15 m  | 600 m |